# Nynäs gård, Nousis
Nynäs gård (finska Nyynäinen) är en gård i Nousis (från 1930 Lemo, sedan 2009 Masku) i Egentliga Finland. Den har ett medeltida ursprung och hör till de gårdslän som anlades vid Norrfinlands kust under 1200- och 1300-talet.
Nynäs är ett medeltida gårdslän som liksom de andra gårdslänen i området ligger mellan den äldre bebyggelsen och vattenlederna. Gården ligger på ett näs nära Hirvijoki ås medeltida mynning i Lemoviken och sträckte sig från byarna Laaleinen, Puotunen, Härjänsilmä, Haatila, Rekoinen och Köönikkälä i norr till ön Maa-Kolkka vid den nuvarande åmynningen och udden Ruohoisenmaa längre norrut. Den förste kände ägaren, Klas Lydekason Djäkn, var inflyttad i landet och man har därför tänkt sig att Nynäs hörde till hustruns arv ur släkten Garp. Gårdens läge vid Hirvijoki som också passerade det äldsta finska biskopssätet i Nousis har gett upphov till tanken att, efter biskopssätets flyttning till Korois, gården blev onödig för landsförvaltningens behov. Därför kunde den övergå i den långvarige slottshövdingens på Åbo slott, Klas Lydekasons ägo. Han var dock aktiv som godsskapare också i Säkylä varför hans egen drivkraft förefaller tillräcklig. Han var redan 1413 häradshövding i Masku härad vilket förutsatte ett godsinnehav i området.
Nynäs nämns första gången 1418 då bröllop firades på gården för en dotter till Klas Lydekason. Gården kan väl ha varit hans sätesgård från 1413, möjligen från 1407, då han var häradsdomare i Masku. Klas själv nämns sista gången i januari 1435 Efter honom hade sonen, riksrådet Henrik Klasson Nynäs som sätesgård till år 1445 och därefter dottern Anna och hennes man, riksrådet Henrik Bidz (1393-1458). I något skede delades gården mellan Klas Lydekasons fem döttrar men genom olika arrangemang och byten samlades hela gården omkring år 1500 i lagmannen Henrik Bidz (1473-1506) och hans hustru Anna Hansdotters (Tott) ägo. Genom Anna Hansdotters senare äktenskap ärvdes gården av hennes dotter Anna Hogenskild och hennes son, riksrådet Hogenskild Bielke. Den sistnämnde avrättades år 1605 som anhängare av kung Sigismund och hans gods hade redan 1599 beslagtagits av kronan. Från 1610 till 1682 var Nynäs förlänat till olika medlemmar av högadeln men drogs sedan in och gjordes till boställe för överstelöjtnanten vid Åbo och Björneborgs läns kavalleriregemente. Efter det dåvarande Livdragonregementets nedläggning år 1791 utarrenderades Nynäs och såldes av staten år 1946.
Nynäs var en av de få medeltida gårdsbyggnaderna i Finland som var uppförd i sten och försedd med glasfönster. Gårdsbyggnaden brann 1527 och ersattes 1549 av en huvudbyggnad med sex stugor. Nynäs hade sin egen kvarn och på gårdstomten finns en damm med klippbotten. De nuvarande byggnaderna som har uppförts, flyttats eller renoverats efter 1791, bildar en fyrsidig mangård i vars nordöstra hörn låg det hus som brann år 1527.